# رونالدو سوزا
رونالدو سوزا دوس سانتوس (بالبرتغالية: Ronaldo Souza dos Santos؛ مواليد 7 ديسمبر 1979) هو مُقاتل فنون قتالية مختلطة برازيلي.

## وصلات خارجية
- رونالدو سوزا على موقع يو إف سي (الإنجليزية)
- رونالدو سوزا على موقع شيردوغ (الإنجليزية)
- رونالدو سوزا على موقع Tapology.com (الإنجليزية)
- رونالدو سوزا على موقع IMDb (الإنجليزية)
- رونالدو سوزا على موقع قاعدة بيانات الفيلم (الإنجليزية)